# Goran Višnjić
Goran Višnjić (Šibenik, 1972. szeptember 9. –) horvát–amerikai színész.

## Élete
Goran Višnjić 1972-ben született Šibenikben, apja buszsofőr, anyja élelmiszerboltban eladónő volt. 18 évesen (1990) hadköteles lévén bevonult a Jugoszláv Néphadseregbe, ahol ejtőernyősnek képezték ki. 1991-ben Szlovénia területén harcolt a szerb erők ellen. Mikor visszatért hazájába, Horvátország kihirdette függetlenségét, és ekkor önként jelentkezett az újonnan alakult horvát hadseregbe. 21 éves volt (1993), amikor megkapta Hamlet szerepét (egy hónappal a bemutató előtt az eredeti főszereplő kiesett a darabból), így ő a legfiatalabb horvát színész, aki a színpadon megszemélyesítette a dán herceget. 6 évig játszott a darabban a Dubrovnik-i Nyári Fesztivál során, a szerep nagy népszerűséget hozott neki Horvátországban, és több díjat kapott az alakításáért. Szerepelt még a Karamazov testvérekben, a Nők iskolájában, az Ivanovban, a Scapin furfangjaiban, és felbukkant kisebb horvát filmekben és sorozatokban is.
1996-ban Michael Winterbottom a Welcome to Sarajevo (Köszöntjük Szarajevóban) című filmjéhez keresett szereplőket, és Goranra esett a választása.
A film bemutatója után egy amerikai ügynökség megkereste a horvát színészt, és elküldték az Átkozott boszorkák szereplőválogatására. Az illetékeseket meggyőzte, a szerepet megkapta, és az eredetileg texasi születésű karaktert kelet-európaira írták át. A filmben Nicole Kidman és Sandra Bullock oldalán játszhatott. Madonna is felfigyelt rá, 1999-ben felbukkant az énekesnő egyik klipjében (Power of Goodbye).
1999-ben a Vészhelyzet című sorozatban George Clooney távozásával megürült a szépfiú-pozíció, így a 7. évadban csatlakozhatott a stábhoz. Szerepe szerint egy délszláv háborút megjárt horvát orvost alakított, így az akcentusa miatt sem kellett aggódnia. Goran 7 évet töltött a sorozatban, és 2007-ben, a 13. évad során jelezte, hogy szeretne kiszállni, a stábbal nagyon összeszokott, de az állandó forgatás mellett kevés ideje maradt az egyéb szerepekre. Tervezi a hazamenetelt.
A sorozat szüneteiben leforgatott pár filmet, ezek között akadtak független filmek (Mélyvíz, Férjfogó, Doctor Sleep), nagy költségvetésű képregény-feldolgozás (Elektra), rajzfilm szinkronszerepe (Jégkorszak) és tévéfilm (Spartacus) is. Hazájába többször visszatért egy-egy szerep kedvéért: 2001-ben egy romantikus vígjátékban (Posljednja volja – The Last Will), 2004-ben pedig egy sorozatban (Duga mračna noć) szerepelt.
1999-ben feleségül vette Eva Visnjic horvát szobrászt. 2007 áprilisában örökbe fogadtak egy újszülött kisfiút, akinek a Tin nevet adták.
2016-ban a Timeless Netflixes sorozatban Flynn-t alakította. 

## Filmográfia

### Film
| Év   | Magyar cím                 | Eredeti cím                     | Szerep                   | Magyar hang             |
| ---- | -------------------------- | ------------------------------- | ------------------------ | ----------------------- |
| 1988 | Féltestvérek               | Braća po materi                 | usztasa terrorista       |                         |
| 1993 |                            | Paranoja (rövidfilm)            | ismeretlen szerep        |                         |
| 1997 |                            | Puska za uspavljivanje          | Devetka – '9'            |                         |
| 1997 | Köszöntjük Szarajevóban!   | Welcome to Sarajevo             | Risto Bavić              |                         |
| 1997 | Peacemaker                 | The Peacemaker                  | Bazta őrmester           |                         |
| 1998 | Pókerarcok                 | Rounders                        | Maurice                  | Kapácsy Miklós          |
| 1998 | Pókerarcok                 | Rounders                        | Maurice                  | Seszták Szabolcs        |
| 1998 | Átkozott boszorkák         | Practical Magic                 | Jimmy Angelov            | Haás Vander Péter       |
| 2000 | Férjfogó                   | Committed                       | Neil                     | László Zsolt            |
| 2001 | Mélyvíz                    | The Deep End                    | Alek 'Al' Spera          | László Zsolt            |
| 2001 | Nincs örökség balhé nélkül | The Last Will                   | Bepo Stambuk             |                         |
| 2002 | Jégkorszak                 | Ice Age                         | Soto, tigris (hangja)    | Ujlaki Dénes            |
| 2002 |                            | Doctor Sleep (Close Your Eyes)  | Michael Strother         |                         |
| 2004 |                            | Duga mračna noć                 | Ivan 'Iva' Kolar         |                         |
| 2005 | Elektra                    | Elektra                         | Mark Miller              | László Zsolt            |
| 2009 |                            | New York, I Love You            | férfi                    |                         |
| 2009 |                            | Helen                           | David Leonard            |                         |
| 2010 | Kezdők                     | Beginners                       | Andy                     | Pusztaszeri Kornél      |
| 2011 | A tetovált lány            | The Girl with the Dragon Tattoo | Dragan Armansky          | László Zsolt            |
| 2011 | A tetovált lány            | The Girl with the Dragon Tattoo | Dragan Armansky          | Menszátor Héresz Attila |
| 2012 |                            | K-11                            | Raymond Saxx Jr.         |                         |
| 2013 |                            | 95 Decibels (rövidfilm)         | Dr. Corry                |                         |
| 2013 | A jogász                   | The Counselor                   | Michael                  | László Zsolt            |
| 2014 |                            | Dark Hearts                     | Armand                   |                         |
| 2014 |                            | Asthma                          | Ragen                    |                         |
| 2014 | Éjféli nap                 | The Journey Home                | Muktuk                   | Lux Ádám                |
| 2017 |                            | Never Here                      | S                        |                         |
| 2017 | Otthonom Palos Verdes      | The Tribes of Palos Verdes      | Joe                      |                         |
| 2019 |                            | General                         | Ante Gotovina            |                         |
| 2020 |                            | Fatima                          | Artur de Oliveira Santos |                         |
| 2022 | Kísértetház                | Hellraiser                      | Roland Voight            |                         |

### Televízió
| Év        | Magyar cím                    | Eredeti cím                                    | Szerep                 | Megjegyzések                                             |
| --------- | ----------------------------- | ---------------------------------------------- | ---------------------- | -------------------------------------------------------- |
| 1994      |                               | Michele va alla guerra                         | katona                 | tévéfilm                                                 |
| 1995      | Az ügynök bosszúja            | Night Watch                                    | ENSZ biztonsági embere | tévéfilm                                                 |
| 1995      | Majd látjuk egymást           | Vidimo se                                      | Maks                   | tévéfilm                                                 |
| 1996      | Felismerés                    | Prepoznavanje                                  | Ivan                   | tévéfilm                                                 |
| 1998      |                               | Teško je reći zbogom                           | Davor                  | tévéfilm                                                 |
| 1999–2009 | Vészhelyzet                   | ER                                             | Dr. Luka Kovač         | 185 epizód                                               |
| 2003      |                               | American Masters: Robert Capa: In Love and War | Robert Capa (hangja)   | 1 epizód                                                 |
| 2004      | Spartacus                     | Spartacus                                      | Spartacus              | - minisorozat (2 epizód) - magyar hangja: - László Zsolt |
| 2005      |                               | Duga mracna noc                                | Ivan Kolar             | 13 epizód                                                |
| 2006      |                               | Naša mala klinika                              | telefonáló férfi       | 1 epizód                                                 |
| 2009      |                               | The Courageous Heart of Irena Sendler          | Stefan Zgrzembski      | tévéfilm                                                 |
| 2010      |                               | Boston's Finest                                | Angus Martin           | eladatlan próbaepizód                                    |
| 2010      |                               | Tito                                           | Andrija Hebrang        |                                                          |
| 2010      | A mélység                     | The Deep                                       | Samson                 | minisorozat (5 epizód)                                   |
| 2010      | Lépéselőnyben                 | Leverage                                       | Damien Moreau          | 2 epizód                                                 |
| 2011–2012 | Pan Am                        | Pan Am                                         | Niko Lonza             | 4 epizód                                                 |
| 2013      | Vörös özvegy                  | Red Widow                                      | Nicholae Schiller      | 8 epizód                                                 |
| 2014      | A létezés határa              | Extant                                         | John Woods             | 16 epizód                                                |
| 2015      | Crossing Lines – Határtalanul | Crossing Lines                                 | Marco Constante        | 12 epizód                                                |
| 2016–2018 | Időutazók                     | Timeless                                       | Garcia Flynn           | - 27 epizód - magyar hangja: - Sótonyi Gábor             |
| 2019      | Dél-kaliforniai diéta         | Santa Clarita Diet                             | Dobrivoje Poplovic     | 4 epizód                                                 |
| 2019      |                               | Dollface                                       | Dr. Colin Brooks       | 4 epizód                                                 |
| 2019–2022 | Rólunk szól                   | This Is Us                                     | Vincent Kelly          | 2 epizód                                                 |
| 2020      | Ki vagy, doki?                | Doctor Who                                     | Nikola Tesla           | 1 epizód                                                 |
| 2020      | A fiúk                        | The Boys                                       | Alastair Adana         | 4 epizód                                                 |